# Pincher Creek
Pincher Creek è un comune (town) del Canada, situato nella provincia dell'Alberta, nella divisione No. 3.